# Jez Alborough
Jez Alborough (* 13. November 1959 in Kingston upon Thames) ist ein britischer Autor und Illustrator zahlreicher Kinderbücher, dessen Werke bisher in 15 Sprachen übersetzt und vielfach ausgezeichnet wurden.

## Biographie
Nach der obligatorischen Schulzeit absolvierte Alborough eine dreijährige künstlerische Ausbildung an der School of Art in Norwich. In seinem letzten Studienjahr veröffentlichte er sein erstes Buch A Bun Dance. Nach seinem Abschluss arbeitete er zunächst als freier Mitarbeiter für verschiedene Publikationen und wurde nach einiger Zeit vom walisischen Magazin The Listener fest angestellt. Aus seiner Arbeit ergab sich ein weiteres Buch Dotty Definitions, wo er eine Anfrage zur Illustration seines ersten Kinderbuchs Bare Bear erhielt, das 1984 publiziert wurde. Seitdem arbeitet Alborough als selbständiger Kinderbuchautor und -illustrator. Er lebt mit seiner dänischen Ehefrau in Richmond, einem Stadtteil von Greater London.

## Werke (Auswahl)
- Wo ist mein Teddy? Carlsen, Hamburg 1992, ISBN 3-551-51439-9 (englisch: Where's my teddy? 26 Seiten).
- Mein Freund Bär. Anrich, Weinheim 1998, ISBN 3-89106-377-6 (englisch: My friend bear. 32 Seiten).
- Herr von Quack in seinem Truck. Carlsen, Hamburg 1999, ISBN 3-551-59522-4 (englisch: Duck in the truck. 36 Seiten).
- Schmusen. Beltz und Gelberg, Weinheim 2001, ISBN 3-407-79269-7 (englisch: Hug. 30 Seiten).